# Suore di carità di San Vincenzo de' Paoli (Innsbruck)
Le suore di carità di San Vincenzo de' Paoli (in tedesco Barmherzige Schwestern vom hl. Vinzenz von Paul, o semplicemente Vinzentinerinnen) sono un istituto religioso femminile di diritto pontificio.

## Storia
La congregazione sorse per iniziativa dell'imperatrice Carolina Augusta, vedova di Francesco I, con il sostegno di Vinzenz Eduard Milde, arcivescovo di Vienna.
Tra il 1837 e il 1839 le prime aspiranti soggiornarono a Monaco di Baviera, dove furono preparate alla vita religiosa presso la locale congregazione di Suore della Carità, derivata da quella di Strasburgo: le religiose si insediarono a Innsbruck nel 1839.
La Santa Sede approvò l'istituto il 24 gennaio 1949 e le sue costituzioni il 5 gennaio 1950.

## Attività e diffusione
Le suore si dedicano all'educazione della gioventù e all'assistenza a poveri, anziani e ammalati.
Sono presenti in Austria, in Italia (case provinciali a Merano e Treviso) e in Tanzania; la sede generalizia è a Innsbruck.
Alla fine del 2008 la congregazione contava 373 religiose in 31 case.